# Republikanie tylko z nazwy
Republikanie tylko z nazwy (ang. Republican In Name Only, w skrócie RINO, brzmi jak rhino – zdrobnienie od angielskiej nazwy nosorożca – gra słowami i symbolami, stworzona przez osoby uważające się za prawdziwych republikanów – członków partii, której tradycyjnym symbolem jest słoń) – termin, którym nazywa się tych polityków amerykańskiej Partii Republikańskiej, którzy reprezentują tendencje odmienne niż główny (tj. konserwatywny) trend poglądów partyjnych, np. zbliżają się w poglądach do liberałów, centrystów lub nie zgadzają się z kierownictwem i doktryną w innych, pomniejszych sprawach. Termin ten ma często wydźwięk pejoratywny. Dawniej takich polityków nazywano „republikanami Rockefellera”.

## Znani współcześni, uważani powszechnie za RINO
- Były senator i kandydat republikanów na prezydenta w 2008 John McCain z Arizony, który wykazywał dystans do polityki administracji prezydenta George’a W. Busha, a początkowo chciał ponoć przyjąć propozycję kandydata demokratów Johna Kerry’ego, aby kandydował z nim na urząd wiceprezydenta USA; zwolennik badań nad komórkami macierzystymi.
- Były sekretarz stanu USA Colin Powell, popularny wśród demokratów, który był zwolennikiem prawa do aborcji oraz nie zgadzał się z wieloma aspektami polityki zagranicznej republikańskich administracji końca XX i początku XXI w.; poparł Baracka Obamę – kandydata demokratów w wyborach prezydenckich w 2008 roku.
- Były kongresmen Ron Paul z Teksasu, który jest zdeklarowanym paleolibertarianinem i byłym kandydatem Partii Libertariańskiej na urząd prezydenta USA w 1988.
- Były senator Mike DeWine z Ohio, który głosował m.in. za poprawką, zgłoszoną przez senator Marię Cantwell (D-WA), która przewidywała zakaz wydobywania ropy naftowej w rezerwatach na Alasce.
- Były senator i były przewodniczący pro tempore Senatu Ted Stevens z Alaski, który jest zwolennikiem większego prawa do przerywania ciąży, oraz głosował w roku 1999 za uniewinnieniem prezydenta Clintona z pierwszego z dwóch zarzutów w procesie o impeachment; zwolennik badań nad komórkami macierzystymi.
- Senator Lisa Murkowski z Alaski, zwolenniczka prawa do przerywania ciąży.
- Były senator Richard Shelby z Alabamy, który mimo zdecydowanie konserwatywnych poglądów, głosował podobnie jak Ted Stevens w procesie Clintona, mimo wprowadzenia partyjnej dyscypliny.
- Były senator John Warner z Wirginii, który głosował za uniewinnieniem Clintona oraz, w czasie jego pierwszej kadencji, był poważnym kandydatem na sekretarza obrony; popiera prawo do przerywania ciąży oraz ograniczenie dostępu do broni palnej.
- Były sędzia Sądu Najwyższego John Paul Stevens, mianowany przez Geralda Forda; Zaliczany jest do liberalnej części sądu (obok Ruth Bader Ginsburg i Stephena Beyera, mianowanych przez Billa Clintona).
- Były sędzia Sądu Najwyższego David Souter, mianowano przez George’a H.W. Busha.
- Była sędzia Sądu Najwyższego Sandra Day O’Connor, nominowana przez Ronalda Reagana.
- Były burmistrz Los Angeles Richard Riordan.
- Były gubernator Kalifornii Arnold Schwarzenegger, który jest m.in. za prawem do aborcji.
- Były gubernator Nowego Jorku George Pataki.
- Były senator Arlen Specter z Pensylwanii, zwolennik prawa do aborcji, który głosował m.in. przeciwko nominacji Roberta Borka do Sądu Najwyższego USA oraz za uniewinnieniem prezydenta Clintona z dwóch artykułów oskarżenia; krytyk polityki wewnętrznej, a później także zagranicznej prezydenta Georga W. Busha.
- Były senator George Voinovich z Ohio, krytyk nominacji Johna R. Boltona na ambasadora USA przy ONZ.
- Były senator Johnny Isakson z Georgii.
- Była senator Olympia Snowe z Maine, która jest za prawem do aborcji.
- Senator Susan Collins z Maine, która jest za prawem do aborcji oraz przeciwko karze śmierci.
- Były senator Lincoln Chafee z Rhode Island, który nie poparł reelekcji prezydenta Busha w wyborach roku 2004, jako jedyny głosował przeciwko wysłaniu wojsk do Iraku i nominacji Samuela Alito do SN.
- Były senator Chuck Hagel z Nebraski, który popierał koncepcje Johna Kerry’ego w sprawach polityki zagranicznej, jest zwolennikiem jak najszybszego wycofania wojsk z Iraku, był uwzględniany jako partner Kerry’ego w wyborach prezydenckich 2004 roku
- Była gubernator New Jersey Christine Whitman.
- Były kongresmen Amory Houghton z Nowego Jorku.
- Były kongresmen Jim Leach z Iowa.
- Były kongresmen Joe Schwarz z Michigan.
- Były kongresmen Christopher Shays z Connecticut.
- Były kongresmen Charlie Bass z New Hampshire.
- Była kongreswomen Mary Bono z Kalifornii, która odrzuciła możliwość wzięcia udziału w partyjnej konwencji roku 2004.
- Była gubernator Massachusetts Jane Swift.
- Były gubernator Massachusetts i kandydat republikanów na prezydenta w 2012 Mitt Romney.
- Były gubernator Kalifornii Pete Wilson, który jest zwolennikiem prawa do aborcji.
- Były burmistrz Nowego Jorku Rudy Giuliani, który jest zwolennikiem prawa do aborcji oraz zwiększenia przywilejów dla mniejszości seksualnych.
- Była gubernator Hawajów Linda Lingle.
- Senator Lindsey Graham z Karoliny Południowej.
- Były senator Thad Corchan z Missisipi, uznawany za bardzo umiarkowanego jak na standardy republikanów z Południa.

Niektórzy do RINO zaliczają także byłego prezydenta Geralda R. Forda czy senatora Richarda Lugara z Indiany oraz kongresmena i byłego gubernatora Delaware Mike’a Castle’a, który ocenia, iż w Izbie jest przynajmniej 40-45 RINO.

## Dawni znani republikańscy liberałowie
- Abraham Lincoln, prezydent w latach 1861–1865.
- Theodore Roosevelt, prezydent w latach 1901–1909.
- Nelson Rockefeller, gubernator Nowego Jorku (1959–1973) i wiceprezydent USA (1974–1977), oraz kandydat do nominacji prezydenckiej w latach 1960, 1964 i 1968.
- Henry Kissinger, sekretarz stanu 1973–1977 oraz doradca ds. bezpieczeństwa narodowego (1969–1974) w gabinecie prezydenta Nixona; główny architekt polityki odprężenia w stosunkach międzynarodowych.
- Henry Cabot Lodge, dwukrotny senator z Massachusetts, ambasador przy ONZ, kandydat na wiceprezydenta (1960) oraz nominacji prezydenckiej (1964).
- William Scranton, były gubernator Pensylwanii i ambasador przy ONZ.
- Pinckney Benton Stewart Pinchback, pierwszy czarnoskóry gubernator w historii USA (Luizjana).
- Richard S. Schweiker, były senator z Pensylwanii i sekretarz w gabinecie Ronalda Reagana.
- Prescott Bush, były senator z Connecticut (ojciec George’a H.W. Busha i dziadek George’a W. Busha, konserwatystów).
- Malcolm Wilson, były gubernator Nowego Jorku.
- Everett Dirksen, lider mniejszości w Senacie (1959–1969) z Illinois.
- Alf Landon, gubernator Kansas (1933–1937) i kandydat na prezydenta w roku 1936.
- Wendell Willkie, kandydat na prezydenta w roku 1940.
- Thomas Dewey, gubernator Nowego Jorku (1943–1955) i kandydat na prezydenta w latach 1944 i 1948.
- Earl Warren, gubernator Kalifornii (1943–1953), kandydat na wiceprezydenta w roku 1948 i prezes Sądu Najwyższego (1953–1969).
- John B. Anderson, liberalny kongresmen z Illinois i niezależny kandydat w wyborach prezydenckich 1980 (III miejsce).
- George W. Romney, były gubernator Michigan i kandydat do nominacji w roku 1968 (ojciec Mitta).
- Charles Percy, były senator z Illinois.
- Frank Knox, kandydat na wiceprezydenta u boku Landona i sekretarz marynarki w gabinecie F.D. Roosevelta.
- John Chafee (ojciec Lincolna), gubernator i senator z Rhode Island oraz sekretarz marynarki, uchodzący za jednego z najbardziej liberalnych republikanów w Senacie.
- Edward Brooke, senator z Massachusetts (1967–1979), pierwszy czarnoskóry senator wybrany w głosowaniu powszechnym.
- Harold Staness, gubernator Minnesoty 1939–1943 (najmłodszy w historii USA, wybrany w 31. roku życia), poważny kandydat do nominacji prezydenckiej w 1948 i 1952 oraz jeden z liderów liberalnych republikanów.